# فروم ذا مادي بانكس أوف ذا ويشكا
فروم ذا مادي بانكس أوف ذا ويشكا (بالإنجليزية: From the Muddy Banks of the Wishkah) هو ألبوم مباشر لفرقة الروك الأمريكية نيرفانا. أصدر بتاريخ 1 أكتوبر عام 1996 ويضم الألبوم العروض الحية التي جرى تسجيلها من 1989 حتى 1994. وعلى العكس من ألبوم الفرقة الحي إم تي في انبلجد إن نيويورك (1994)، والذي يضم أداء صوتي، فروم ذا مادي بانكس أوف ذا ويشكا هو تجميع لعروض كهربائية مباشرة.
الألبوم دخل مباشرة في المرتبة الأولى على بيلبورد 200. وبقي فيه 25 أسبوعاً وأصبح الألبوم السادس البلاتيني للفرقة منذ 1991. وبحلول 2001 باع الألبوم مايزيد عن 1.15 مليون نسخة في الولايات المتحدة وحدها.

## روابط خارجية
- فروم ذا مادي بانكس أوف ذا ويشكا على موقع أول موفي (الإنجليزية)